# Noord-Darfoer
Noord-Darfoer (Arabisch: Shamāl Dārfūr; Engels: North Darfur) is een van de 18 wilayat (staten) van Soedan. Het is een van de vijf staten van de regio Darfur (of Darfoer). Het gebied beslaat 296.420 km² en heeft een bevolking van ongeveer 1,6 miljoen (2000). De hoofdstad is Al-Fashir.

## Grenzen
Noord-Darfoer grenst aan twee buurlanden van Soedan:
- De gemeente Al Kufrah van Libië in de noordwestpunt.
- De regio Borkou-Ennedi-Tibesti van Tsjaad in het westen.

Zijn overige grenzen heeft Noord-Darfur met vijf andere staten van Soedan:
- Ash-Shamaliyah in de noordoostpunt.
- Noord-Kordofan in het oosten.
- West-Kordofan in het zuidoosten.
- Zuid-Darfoer in het zuiden.
- Centraal-Darfoer in het zuiden.
- West-Darfoer in het zuidwesten.

Al-Jazirah · Al-Qadarif · Ash-Shamaliyah · Blauwe Nijl · Centraal-Darfoer  · Kassala · Khartoem · Noord-Darfoer · Noord-Kordofan · Oost-Darfoer · Nijl · Rode Zee · Sennar · West-Darfoer · West-Kordofan · Witte Nijl · Zuid-Darfoer · Zuid-Kordofan